# Rigidoporus
Rigidoporus là một chi nấm thuộc họ Meripilaceae. Nhiều loài thuộc chi là những sinh vật gây bệnh cho cây. Chi này phân bố rộng khắp và có khoảng 40 loài.

## Các loài
- Rigidoporus adnatus
- Rigidoporus albiporus
- Rigidoporus amazonicus
- Rigidoporus aurantiacus
- Rigidoporus aureofulvus
- Rigidoporus biokoensis
- Rigidoporus camschadalicus
- Rigidoporus cinereus
- Rigidoporus crocatus
- Rigidoporus defibulatus
- Rigidoporus dextrinoideus
- Rigidoporus eminens
- Rigidoporus erectus
- Rigidoporus furcatus
- Rigidoporus hainanicus
- Rigidoporus hypobrunneides
- Rigidoporus incarnatus
- Rigidoporus incurvus
- Rigidoporus laetus
- Rigidoporus lineatus
- Rigidoporus longicystidius
- Rigidoporus malayanus
- Rigidoporus microporus
- Rigidoporus moeszii
- Rigidoporus mutabilis
- Rigidoporus ochraceicinctus
- Rigidoporus parvulus
- Rigidoporus patellarius
- Rigidoporus pendulus
- Rigidoporus rigidus
- Rigidoporus sanguinolentus
- Rigidoporus subpileatus
- Rigidoporus sulphureus
- Rigidoporus trametoides
- Rigidoporus ulmarius
- Rigidoporus umbonatipes
- Rigidoporus undatus
- Rigidoporus vinaceus
- Rigidoporus vinctus